# Sal Solo
Sal Solo, właśc. Christopher Scott Stevens (ur. 5 września 1961 w Hatfield) – brytyjski wokalista, gitarzysta, producent muzyczny, ewangelizator katolicki.

## Życiorys
W latach 80. był liderem zespołu muzycznego The News (który później przekształcił się w Classix Nouveaux) oraz wokalistą włoskiego zespołu The Rockets. Jako lider Classix Nouveaux Sal Solo był gwiazdą muzyki popularnej w Polsce. Zespół wystąpił gościnnie w filmie To tylko rock reżyserii Pawła Karpińskiego. W 1984 roku wraz z Nickiem Beggsem z Kajagoogoo udał się na pielgrzymkę do San Damiano, gdzie nawrócił się na katolicyzm. W tym samym roku Classix Nouveaux nagrał utwór „Poland (Your Spirit Won't Die)”, który we wrześniu debiutował w Liście Przebojów Programu Trzeciego Polskiego Radia (20 października 1984 doszedł do 5. miejsca). W 1985 r. zespół rozpadł się w wyniku różnic światopoglądowych pomiędzy Salem Solo a pozostałymi muzykami.
W 1985 roku w Pałacu Kultury i Nauki nagrał teledysk do piosenki „San Damiano”. Partie chóralne w utworze zaśpiewali chłopcy z chóru „Lutnia”. „San Damiano” znalazło się na debiutanckiej solowej płycie Sala Solo pt. Heart and Soul. Na okładce płyty znalazł się obraz przedstawiający obronę Jasnej Góry. W 1987 roku nagrał utwór „How Was I to Know?”, będący wyrazem poparcia dla ruchów pro-life. Na początku XXI wieku mieszkał w Chicago. Obecnie jest dyrektorem chóru kościelnego na Florydzie.

## Największe przeboje Sala Solo w Polsce
Zestawienie na podstawie Listy Przebojów Programu Trzeciego PR<:
- San Damiano
- Shout! Shout!
- Music + You
- Heartbeat
- Poland (Your Spirit Won't Die)
- Forever Be

## Wybrana dyskografia
jako wokalista Classix Nouveaux
- Night People (1981)
- La Verité (1982)
- Secret (1983)

albumy solowe
- Heart and Soul (1985)[8]
- Look at Christ (1991)[4]